# Derek Needham
Derek Ryan Needham (Dolton (Illinois), 20 de octubre de 1990) es un jugador de baloncesto estadounidense, nacionalizado montenegrino. Mide 1,80 metros de altura y ocupa la posición de Base. Pertenece a la plantilla del Bàsquet Girona de la Liga ACB.

## College
Estuvo en el De La Salle Institute en Chicago, Illinois. Después se enroló con los Fairfield Stags de la Metro Atlantic Athletic Conference, donde estuvo desde 2009 hasta 2013. Fue elegido tres veces en el segundo quinteto de la Metro Atlantic Athletic Conference (2010, 2012 y 2013) y una vez en el primer quinteto de la Metro Atlantic Athletic Conference (2011). En su temporada rookie en 2010, fue elegido en el equipo del torneo, en el equipo de rookies y fue nombrado Rookie del Año. En sus cuatro años en Fairfield, promedió 14.3 puntos, 3.1 rebotes, 4.1 asistencias y 1.4 robos de balón en 131 partidos jugados.

## Carrera profesional
Tras no ser elegido en el Draft de la NBA de 2013, fichó por el BC Šiauliai lituano, donde ganó la Liga Báltica en 2014. En la liga lituana tuvo un promedio de 11.7 puntos, 2.5 rebotes, 3.5 asistencias y 1.3 robos de balón en 37 partidos, mientras que en la liga báltica promedió 11.3 puntos, 3.1 rebotes, 3.6 asistencias y 1.4 robos en 19 partidos disputados.
En la temporada 2014-2015 jugó en las filas del Khimik-OPZ Yuzhny ucraniano. Se proclamó campeón de la Superliga de baloncesto de Ucrania y le nombraron MVP, con unos promedios de 11.5 puntos, 3.4 rebotes, 4,5 asistencias y 1,5 robos de balón en 34 partidos jugados.  
Para la temporada 2015-2016 firmó con el Basketball Löwen Braunschweig alemán.
En la temporada 2021-22, firma por el Frutti Extra Bursaspor de la Basketbol Süper Ligi.
El 29 de junio de 2023 fichó por el  Beşiktaş, también de la Basketbol Süper Ligi.
El 8 de julio de 2025, ficha por el Bàsquet Girona de la Liga ACB.